# Mercedes-AMG R232
Mercedes-AMG SL (R232) - нове покоління легких спортивних автомобілів німецької фірми Mercedes-AMG, що прийшло на зміну моделі R231 в 2021 році. Нові моделі SL-класу легші, ніж попередні, так як багато деталей виконані повністю з алюмінію.

## Опис

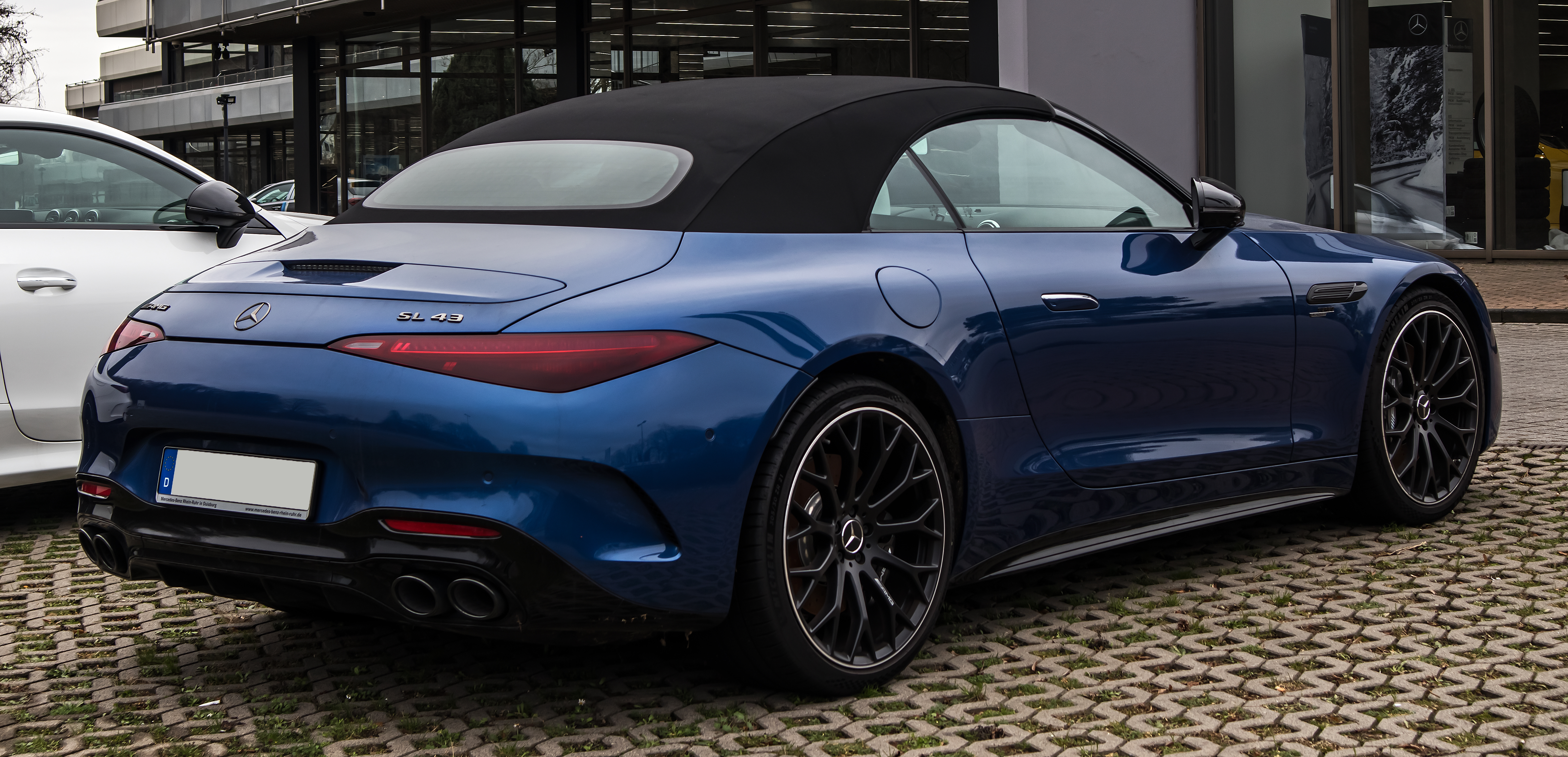
Mercedes-AMG SL55 (R232)

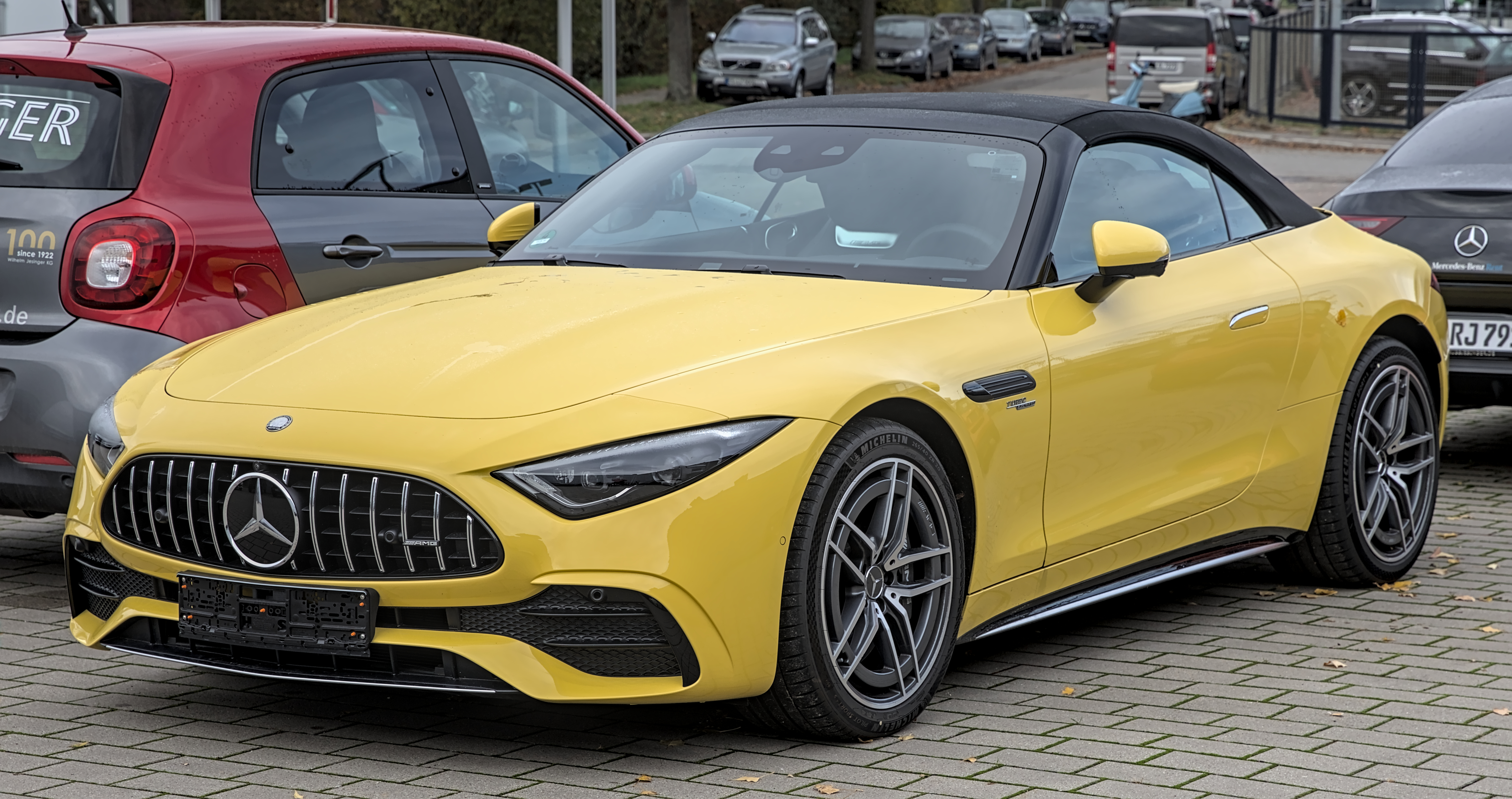
Mercedes-AMG SL43 (R232)

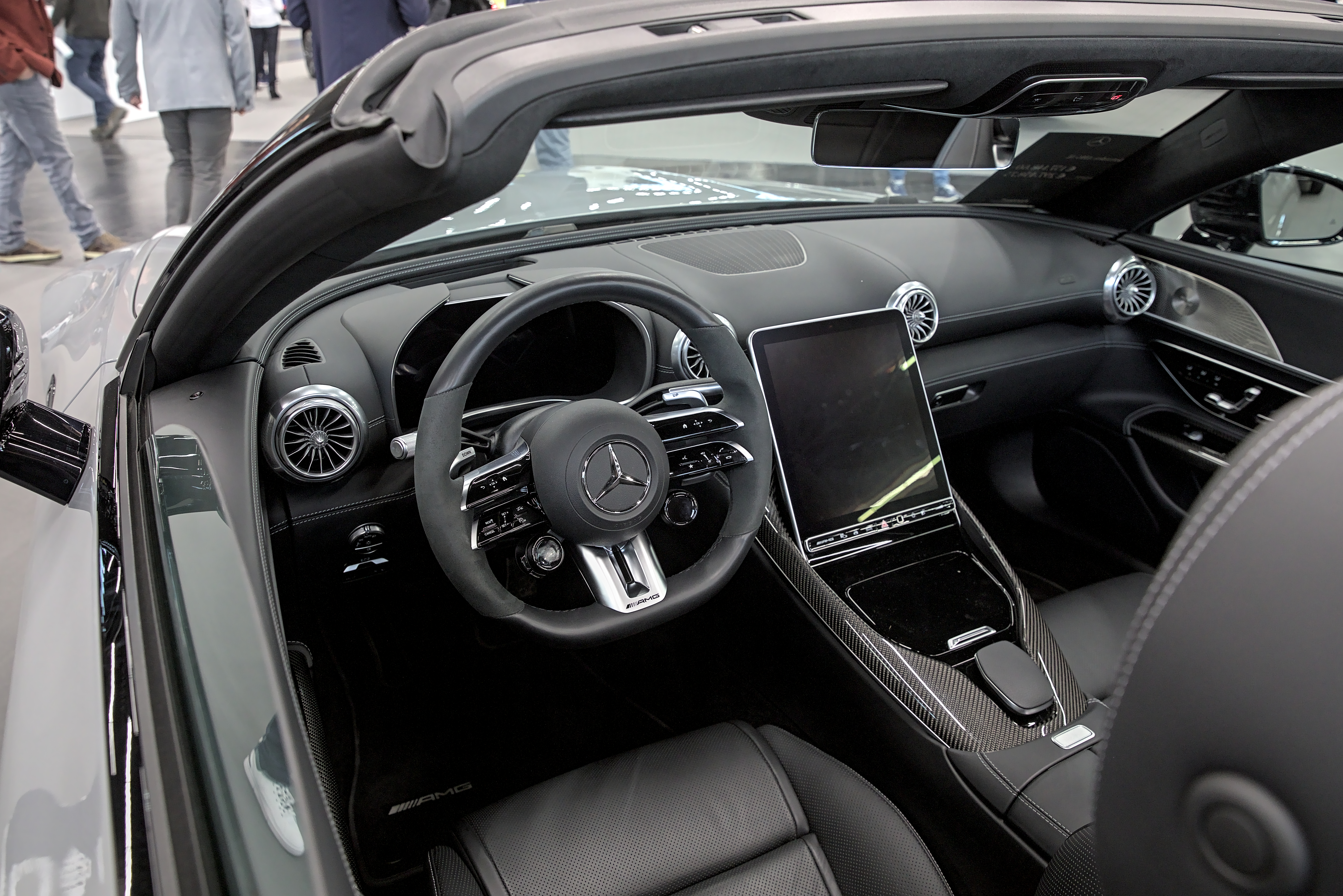

Mercedes-AMG SL представили 28 жовтня 2021 року. Автомобіль збудовано на новій платформі Mercedes-Benz MSA. Родстер з посадковою схемою 2+2 отримав тканинний дах і повний привід 4Matic.
Жорсткість кузова на кручення зросла на 18% (з 19 400 Н•м/град приблизно до 22 890 Н•м/град).
В парі з двигуном працює 9-ст. АКПП  Mercedes-AMG Speedshift MCT 9G.

## Двигуни
- 2.0 л M139 DE20 AL I4 turbo 381 к.с. 480 Нм (SL 43)
- 2.0 л M139 DE20 AL I4 turbo 421 к.с. 500 Нм (SL 43)
- 4.0 л M177 DE40 AL V8 biturbo 476 к.с. 700 Нм (SL 55 4MATIC+)
- 4.0 л M177 DE40 AL V8 biturbo 585 к.с. 800 Нм (SL 63 4MATIC+)
- 4.0 л M177 DE40 AL V8 biturbo 612 к.с. 850 Нм + електродвигун 204 к.с. 320 Нм сумарно 816 к.с. 1420 Нм (SL 63 S E Performance)